# Скајлајн (Алабама)
Скајлајн (енгл. Skyline) град је у америчкој савезној држави Алабама. По попису становништва из 2010. у њему је живело 851 становника.

## Демографија
Према попису становништва из 2010. у граду је живело 851 становника, што је 8 (0,9%) становника више него 2000. године.
| Група             | 2000.       | 2010.       |
| Белци             | 794 (94,2%) | 802 (94,2%) |
| Афроамериканци    | 0 (0,0%)    | 0 (0,0%)    |
| Азијати           | 1 (0,1%)    | 0 (0,0%)    |
| Хиспаноамериканци | 6 (0,7%)    | 18 (2,1%)   |
| Укупно            | 843         | 851         |